# Pollex merisulawesii
Pollex merisulawesii là một loài bướm đêm thuộc họ Erebidae. Nó được tìm thấy ở tây nam Celebes.
Sải cánh dài khoảng 11 mm. Cánh trước hẹp màu nâu hơi đen. Cánh sau màu nâu tối đồng nhất.